# Conversione (teologia)
Il termine conversione (in latino: rivolgimento, rivoluzione) indica un mutamento radicale della libera volontà e del suo fine ultimo, non solo nell'ambito della fede religiosa ma anche della filosofia, della politica, e in genere della condotta quotidiana di una persona.
L'etimologia suggerisce l'immagine di un'inversione propria di una persona che, accorgendosi di camminare su una strada sbagliata, decide di tornare sui suoi passi e di incamminarsi in una direzione diversa. 
In ambito giuridico, indica un negozio che si sostituisce ad un precedente patto nullo, del quale rileva gli elementi utili o necessari alla propria attuazione. Pertanto, intende il nuovo che si sovrappone al vecchio, senza eliminarlo, attingendo dalla personalità e dal bagaglio culturale e esistenziale tutto ciò che rimane compatibile con un nuovo sistema di priorità e di valori.
La conversione è una presa di coscienza "esistenziale", immediata o maturata nel tempo, che può avvenire in seguito all'azione persuasiva di una terza persona oppure alla considerata riflessione personale. Si decide, così, di cambiare il corso della propria vita, riorientando i propri atteggiamenti e comportamenti secondo criteri diversi da quelli seguiti fino a quel momento.

## La conversione in filosofia
Il termine è stato usato già da Platone nel suo corrispettivo greco περιαγωγή (periagoghé), che  designa l'atto di distogliere lo sguardo dal mondo sensibile in quanto tale, per rivolgerlo verso le Forme ideali con cui esso è stato plasmato, puramente intelligibili e invisibili. Raramente Platone usa il termine ἐπιστροφή (epistrophè), che significa analogamente conversione, ma denotando un maggior coinvolgimento filosofico nel senso di un raccoglimento, una cura dell'anima, con cui questa fa ritorno alla sua divina patria originaria.

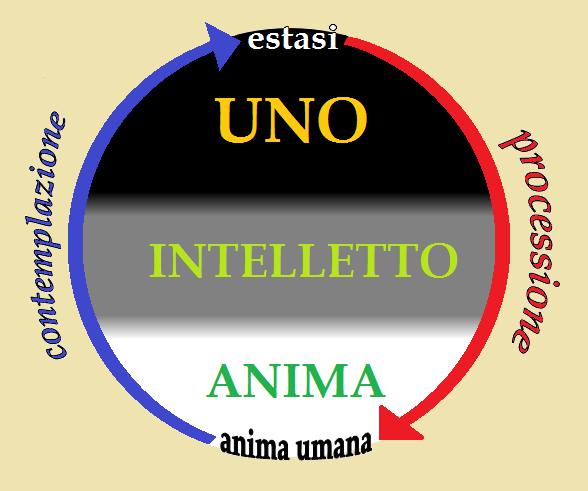
Il circolo nella filosofia di Plotino: dalla processione attraverso le tre ipostasi (Uno, Intelletto e Anima) fino all'anima umana; e dalla conversione all'estasi.

Il termine epistrophè è invece ampiamente ripreso da Plotino, filosofo neoplatonico di età ellenistica, per il quale la conversione è il movimento antitetico alla processione (o emanazione): consiste nell'invertire il percorso necessario di discesa dell'Uno nel molteplice, effettuando a ritroso la risalita verso le ipostasi dell'Anima e dell'Intelletto, per tornare infine a fondersi estaticamente nell'Uno, il principio supremo.
L'uomo è il solo fra tutte le creature viventi in grado, secondo Plotino, di invertire la necessità della dispersione, rivolgendosi alla contemplazione dell'intelligibile, essendo l'unico essere dotato di libertà. Soltanto l'anima del sapiente però sa compiere questa ascesa, grazie alla forza dell'eros, mentre la maggior parte delle anime individuali, incarnate nel corpo, non avverte l'esigenza del ritorno all'unità o non conosce la meta da raggiungere.

Per le poche anime elette si viene a creare un sistema circolare, che dalla processione discende alla necessità della natura, e da questa risale alla libertà della contemplazione divina: sono due poli complementari, i due aspetti di una realtà sola.
Il significato filosofico di conversione ritorna nella filosofia islamica del XII secolo, e infine nella psicologia analitica del Novecento per indicare la capacità propria del cuore, più che della mente razionale, di ricondurre una realtà fenomenica all'archetipo al quale essa corrisponde e obbedisce.

## La conversione nella Bibbia
Nell'Antico Testamento il concetto di conversione è direttamente collegato al termine ebraico 'שׁוּב' (shûb), il dodicesimo verbo più usato nella Bibbia ebraica che significa "volgersi, tornare, ritornare". È pure associato al verbo ebraico 'נחם' (nâcham), che significa "dispiacersi, essere dispiaciuti". Nel Nuovo Testamento, i due termini principali connessi a questo concetto sono ἐπιστρέφω (epistrephō) e μετανοέω (metanoeō). Quest'ultimo termine, insieme ai suoi derivati significa un rinnovamento di mente e cuore, un ravvedimento fatto di tutto cuore. Brano chiave a questo riguardo nei vangeli sinottici, è Matteo 18:3 "In verità vi dico: se non cambiate e non diventate come i bambini, non entrerete nel regno dei cieli" (NR). Un'altra versione traduce: "...se non vi convertirete e non diventerete come i bambini..." (CEI).
Nell'ambito della fede ebraica e cristiana la conversione è essenzialmente conversione "a Dio", quando una persona o persino un popolo, prende coscienza di quanto sia rovinosa una vita impostata ignorando Dio e la Sua volontà rivelata, da essa si ravvede e ritorna a Lui. Esemplare, a questo riguardo, è l'esortazione biblica: "Lasci l'empio la sua via e l'uomo iniquo i suoi pensieri; si converta egli al SIGNORE che avrà pietà di lui, al nostro Dio che non si stanca di perdonare" ( Isaia 55:7, su laparola.net.). Nella fede cristiana essa è esemplificata nell'uomo o nella donna che, dopo avere udito il messaggio dell'Evangelo, abbandona il modo di essere e di vivere seguito fino a quel momento, dà piena fiducia a Gesù Cristo come proprio Signore e Salvatore e lo segue: "Gesù parlò loro di nuovo, dicendo: «Io sono la luce del mondo; chi mi segue non camminerà nelle tenebre, ma avrà la luce della vita»" ( Giovanni 8:12, su laparola.net.). Il ravvedimento (volgersi da) e la fede (volgersi verso) sono considerati di solito le due facce della conversione e come tali figurano in modo prominente nel linguaggio biblico.
La conversione è un atto consapevole da parte del soggetto, non un avvenimento di cui si faccia esperienza passiva. Per il cristiano, la vita trasformata dell'uomo o della donna convertiti sono l'espressione esteriore un "cuore" cambiato. Esempi biblici di questo sono la conversione di Paolo ( Atti 9, su laparola.net.), quella dell'eunuco etiope ( Atti 8:26-40, su laparola.net.), quella del figlio prodigo ( Luca 15:11-32, su laparola.net.) e quella di Zaccheo ( Luca 19:2-10, su laparola.net.).
Sebbene la conversione abbia soprattutto a che fare con individui, anche società e nazioni sono state profondamente segnate da risvegli religiosi. Essi includono Israele sotto la guida di Mosè e quello avvenuto sotto il regno di Ezechia, Ninive, come risultato della predicazione di Giona, ed i più recenti risvegli come quello iniziato in Inghilterra con John Wesley e quello "apostolico" avvenuto in Galles all'inizio del '900.
La necessità del peccatore di convertirsi è descritta da Gesù (Matteo 18:3)] e dagli apostoli ["Ravvedetevi dunque e convertitevi, perché i vostri peccati siano cancellati ... Essi dunque, accompagnati per un tratto dalla chiesa, attraversarono la Fenicia e la Samaria, raccontando la conversione degli stranieri e suscitando grande gioia in tutti i fratelli" (Atti 3:19; 15:3)]. Negli Atti, la conversione è spesso presentata con l'immagine delle due vie e della scelta della via del Signore (9:2;23; 22:4; cfr. Giacomo 5:19,20). La nuova via implica un nuovo tipo di vita (Efesini 5:2; Colossesi 1:10; 2:10-12). Il pellegrinaggio del cristiano di John Bunyan è un classico che presenta la conversione come il viaggio che porta dalla "Città della distruzione" alla "Città celeste".
La conversione implica elementi intellettuali, emotivi e volitivi, incluso un rapporto dottrinale o un'affermazione della Signoria di Cristo, l'accoglienza della Sua opera redentrice, una personale devozione a Lui, l'impegno della comunione nella comunità dei cristiani e la trasformazione etica della vita.

### Interpretazione psicologica
Si sono tentate molte spiegazioni psicologiche della conversione religiosa. La maggior parte di queste, al seguito di William James, vedono la conversione come la consapevole unificazione o riunificazione di un io prima diviso, risultando in senso di completezza, dell'essere a posto e felice. La conversione è vista così come un passo importante nella creazione della propria identità. Il linguaggio usato dalla Bibbia al riguardo del figlio prodigo ["Allora, rientrato in sé.." (Luca 15:17 NR)] rappresenta bene questo concetto. Altre spiegazioni includono termini come: integrazione della personalità, nuovo essere, libertà, riorientamento.
Nel suo senso biblico, la conversione è il volgersi dell'anima verso Cristo e l'unione con Lui nella Sua morte e risurrezione, che il battesimo significa come ingresso per fede in una nuova vita (Romani 6:1-14).

### Sviluppo del concetto nella storia
Nello sviluppo della tradizione cattolica, la conversione è stata associata sempre di più ai sacramenti del battesimo, della penitenza e della confermazione. Si dice che nel battesimo si riceve la remissione dei peccati, ma che per i peccati commessi dopo il battesimo bisogna ricorrere al sacramento della penitenza, che implica la confessione dei peccati, l'assoluzione da parte di un ministro consacrato, ed atti di penitenza che mitigano la severità delle conseguenze temporali del peccato.
Quando il misticismo si fa strada nella spiritualità cattolica, ecco che la conversione viene associata al primo stadio della via mistica, cioè il purgamento che, si sperava, avrebbe condotto all'illuminazione e finalmente all'unione contemplativa. L'inizio della via illuminativa era spesso segnato da ciò che veniva chiamato "seconda conversione".
La spiritualità monastica, fortemente influenzata dal misticismo, vede una duplice benedizione dello Spirito: nel battesimo e nella consacrazione monastica. Quest'ultima è frequentemente chiamata secondo battesimo e seconda conversione. Era considerata come una nuova capacità indotta dallo Spirito per la vocazione. Conversione, in questo contesto, significa ritirarsi dal mondo e consacrarsi alla vita religiosa.
Nella teologia della Riforma protestante la conversione è compresa come la risposta umana alla rigenerazione, l'infusione di nuova vita nell'anima. La conversione dipende dalla grazia, un atto reso possibile e diretto dalla grazia. Il Calvinismo è incline a rappresentare questa grazia come irresistibile, con il risultato che la conversione diventa virtualmente uno spontaneo volgersi a Dio di chi è stato eletto a ricevere la grazia. Martin Lutero credeva che la conversione potesse essere "abortita" e che si potesse decadere dalla propria conversione. Sia Martin Lutero che Giovanni Calvino vedono l'intera vita cristiana come una vita di conversione.
Fra gli evangelici posteriori la conversione giunge ad essere associata con l'esperienza di crisi che inaugura la nuova vita in Cristo. In alcuni circoli è considerata un avvenimento che implica una trasformazione totale. Nel Movimento di Santità la conversione è vista come l'inizio della vita cristiana e l'intera santificazione come il compimento della vita cristiana.
Karl Barth, nel XX secolo, vede la conversione (la Umkehr) come l'avvenimento cardine della storia, la liberazione e il rinnovamento del mondo in Gesù Cristo. Il risvegliarsi alla realtà di questo avvenimento può essere descritto come conversione (Bekehrung) in senso secondario.

### Caratteristiche
Da una prospettiva biblica la conversione comporta due aspetti, divino ed umano. Essa rappresenta l'incursione della grazia di Dio nella vita umana, la risurrezione dalla morte spirituale alla vita eterna. Si dice comunemente che siamo attivi nella conversione, proprio come siamo passivi nella rigenerazione. Questo, però, non deve essere inteso in modo sinergistico. Siamo attivi solo per l'opera della grazia in noi, perché la grazia ci mobilita. Non siamo noi a procurarci la salvezza, ma noi decidiamo per la salvezza quando i nostri occhi interiori sono aperti alla sua realtà. La conversione è il segno, non la condizione della nostra giustificazione, la cui sola fonte è la libera ed incondizionata grazia di Dio.
La conversione è sia un avvenimento che un processo. Significa l'azione dello Spirito Santo su di noi mediante la quale siamo mossi a rispondere a Gesù Cristo con la fede. Essa pure include l'opera continua dello Spirito Santo in noi che ci purifica e ci rimodella all'immagine di Cristo. Quest'opera di purificazione è compiuta quando ci ravvediamo dei nostri peccati e ci riconsacriamo a Cristo.
La conversione, inoltre, è sia personale che sociale. Sebbene fondamentalmente implichi un cambiamento dei nostri rapporti con Dio, essa indica al tempo stesso un cambiamento dei nostri rapporti con gli altri. La conversione è un avvenimento spirituale con vaste implicazioni sociali. Implica accogliere Cristo non solo come nostro Salvatore, ma anche come Signore di tutta la nostra vita.
La conversione, infine, deve essere considerata come l'inizio della nostra ascesa alla perfezione spirituale. Ciò di cui abbiamo bisogno non è, secondo l'insegnamento biblico, una seconda conversione attraverso la quale ci assicuriamo la perfezione, ma la continuazione ed il mantenimento di una conversione che non può essere mai completa in questa vita. Anche il convertito deve ravvedersi, anche il santificato deve tornare a volgersi a Cristo ed essere purificato (Cfr. Salmo 51:10-12; Luca 17:3,4; 22:32; Romani 13:14, Efesini 4:22-24; Apocalisse 2:4,5,16; 3:19).